# Estorninho-das-molucas
Estorninho-das-molucas  (Aplonis mysolensis) é uma espécie de ave da família Sturnidae.
É endémica da Indonésia.
Os seus habitats naturais são: florestas subtropicais ou tropicais húmidas de baixa altitude e florestas de mangal tropicais ou subtropicais.